# Leptrichillus minutus
Leptrichillus minutus är en skalbaggsart som beskrevs av Gilmour 1960. Leptrichillus minutus ingår i släktet Leptrichillus och familjen långhorningar.
Artens utbredningsområde är:
- Costa Rica.
- Guatemala.
- Honduras.

Inga underarter finns listade i Catalogue of Life.